# Masada Rock
Masada Anniversary Edition, Vol. 5: Masada Rock è un album in studio del compositore Jazz statunitense John Zorn, ed il quinto album della serie Masada Anniversary, pubblicato il 29 giugno 2004 dalla Tzadik Records.

## Descrizione
Questo è il quinto album in una serie di 5 album, intitolata Masada Anniversary. La serie venne fatta per il decimo anniversario del suo primo libro delle composizioni Masada.

## Tracce
Musiche di John Zorn.
1. Bahir (148° composizione) – 4:10
2. Makom (71° composizione) – 5:21
3. Zidon (17° composizione) – 4:39
4. Shadrakh (165° composizione) – 4:57
5. Chorek (154° composizione) – 4:58
6. Anakim (97° composizione) – 5:15
7. Zemanim (161° composizione) – 3:45
8. Ahavah (124° composizione) – 3:26
9. Arad (11° composizione) – 3:02
10. Terumah (133° composizione) – 8:27

Durata totale: 48:00

## Formazione
- John Zorn – produzione
- Jon Madof – chitarra elettrica
- Shanir Ezra Blumenkranz – basso elettrico
- Matthias Künzli – batteria